# De Gênio e Louco Todo Mundo Tem um Pouco
De Gênio e Louco todo mundo tem um pouco é um romance de autoria de Augusto Cury. O livro tem relação com a série O Vendedor de Sonhos, pois tem dois personagens que fazem parte dessa série: Bartolomeu e Barnabé.

## Sinopse
Bartolomeu e Barnabé são personagens que já estavam nos dois primeiros livros da saga O Vendedor de Sonhos. Neste livro, eles ganham o centro da narrativa e ficamos conhecendo quem são esses dois maltrapilhos que, um dia, se juntaram ao Vendedor de Sonhos para acompanhá-lo na sua luta para semear sonhos e fazer um mundo melhor. Bartolomeu e Barnabé são dessas pessoas que enfrentam a vida de maneira diferente: se metem em muitas enrascadas e fazem os outros pensarem em suas ações. Tão populares quanto os palhaços, eles também possuem um profundo lado trágico. A combinação desses dois lados é explosiva.